# Rada Miasta Lublin
Rada Miasta Lublin – samorządowy organ władzy uchwałodawczej w Lublinie, sprawujący także funkcje kontrolne, złożony z radnych pochodzących z wyboru, działający na podstawie przepisów o samorządzie gminnym oraz o samorządzie powiatowym.
| Rok | Rok  | Zwycięzcy wyborów samorządowych                                                                                     |
| --- | ---- | --- |
|     | 1998 | Akcja Wyborcza Solidarność                                                                                          |
|     | 2002 | KW Prawo i Rodzina                                                                                                  |
|     | 2006 | Prawo i Sprawiedliwość                                                                                              |
|     | 2010 | Prawo i Sprawiedliwość                                                                                              |
|     | 2014 | Prawo i Sprawiedliwość - pomimo wygranej koalicja Platformy Obywatelskiej i Wspólnego Lublina ma większość w Radzie |
|     | 2018 | KWW Krzysztof Żuk                                                                                                   |
|     | 2024 | KWW Krzysztof Żuk                                                                                                   |

## Kadencja Rady Miasta
W nawiasach zaznaczono przynależność do klubu radnych. Nazwiska radnych, którzy skończyli pełnienie funkcji przed upływem kadencji zostały przekreślone, zaś obejmujących mandat w trakcie kadencji – podkreślone.

### III kadencja 1998–2002
| Okręg wyborczy | Obszar                                                               | Liczba mandatów | Radni |
| -------------- | -------------------------------------------------------------------- | --------------- | --- |
| I              | Śródmieście, Stare Miasto                                            | 8               | - Bogna Bender-Motyka (AWS, od 2001 Lubelska Centroprawica) - Edmund Dąbrowski (SLD) - Jacek Gallant (SLD) - Emil Horoch (SLD) - Tomasz Karski (AWS, od 2001 Przymierze Samorządowe) - Helena Pietraszkiewicz (AWS, od 2001 Przymierze Samorządowe) - Jacek Sobczak (od 1999 do 2002 UW-LFS, od 2002 niezrzeszony) - Zbigniew Targoński (AWS, od 2001 Przymierze Samorządowe) |
| II             | LSM                                                                  | 6               | - Andrzej Klimowicz (od 1999 do 2002 UW-LFS, od 2002 niezrzeszony) - Ewa Łoś (AWS, od 2001 Lubelska Centroprawica) - Jan Miturski (AWS, od 2001 Przymierze Samorządowe) - Celina Stasiak (SLD) - Zbigniew Wojciechowski (AWS, od 2001 Przymierze Samorządowe) - Leszek Wroński (SLD)                                                                                          |
| III            | Czuby, Rury                                                          | 7               | - Jerzy Jacek Bojarski (AWS, od 2001 Przymierze Samorządowe) - Anna Czechowska (SLD) - Marek Jakubowski (AWS, od 2001 Przymierze Samorządowe) - Marek Koryciński (AWS, od 2001 Przymierze Samorządowe) - Czesław Kozieł (SLD) - Ryszard Setnik (SLD) - Piotr Więckowski (AWS, od 2001 Przymierze Samorządowe)                                                                 |
| IV             | Sławin, Sławinek, Konstantynów, Węglin                               | 5               | - Zbigniew Bagiński (AWS, od 2001 Przymierze Samorządowe) - Edward Dmoszyński (AWS, od 2001 Lubelska Centroprawica) - Jadwiga Mach (AWS, od 2001 Przymierze Samorządowe) - Jan Madejek (od 1999 do 2002 UW-LFS, od 2002 niezrzeszony) - Mariusz Mazur (SLD, od 2002 niezrzeszony)                                                                                             |
| V              | Czechów, Choiny, Bursaki                                             | 8               | - Tomasz Białopiotrowicz (AWS, od 2001 Przymierze Samorządowe) - Joanna Bortacka (AWS, od 2001 Przymierze Samorządowe) - Małgorzata Członkowska (SLD) - Tadeusz Gajos (SLD) - Wojciech Krakowski (od 1999 do 2002 UW-LFS, od 2002 niezrzeszony) - Monika Mużacz-Kowal (AWS, od 2001 Przymierze Samorządowe) - Marian Pakuła (SLD)                                             |
| VI             | Bazylianówka, Rudnik, Ponikwoda, Kalinowszczyzna                     | 6               | - Paweł Bryłowski (od 1999 do 2002 UW-LFS, od 2002 niezrzeszony) - Piotr Drzewiecki (SLD) - Stanisław Koprianiuk (AWS, od 2001 Przymierze Samorządowe) - Beata Maciejkowska-Poniatowska (AWS, od 2001 niezrzeszona) - Mirosław Orłowski (SLD) - Krzysztof Siczek (AWS, od 2001 Przymierze Samorządowe)                                                                        |
| VII            | Bronowice, Tatary, Hajdów, Zadębie, Majdan Tatarski, Majdanek, Felin | 8               | - Wiesław Brodowski (SLD) - Marek Czachorowski (niezrzeszony) - Zdzisław Drozd (SLD) - Adam Głowacz (AWS, od 2001 Lubelska Centroprawica) - Jacek Krzyżanowski (AWS, od 2001 Lubelska Centroprawica) - Andrzej Pruszkowski (AWS, od 2001 Przymierze Samorządowe) - Alicja Rusin-Kaczmarek (SLD) - Barbara Ślaska (AWS, od 2001 Przymierze Samorządowe)                        |
| VIII           | Dziesiąta, Abramowice, Wrotków, Zemborzyce, Za Cukrownią             | 7               | - Zdzisław Bielski (SLD) - Leszek Daniewski (niezrzeszony) - Piotr Gawryszczak (AWS, od 2001 Przymierze Samorządowe) - Józef Godlewski (AWS, od 2001 Lubelska Centroprawica) - Barbara Gosławska (AWS, od 2001 Przymierze Samorządowe) - Wioletta Szafrańska-Kocuń (AWS, od 2001 Przymierze Samorządowe) - Edward Trojanowski (SLD)                                           |

### IV kadencja 2002–2006
Wyniki wyborów do Rady Miasta IV kadencji
- KWW Prawo i Rodzina – 29,73% (13 radnych)
- KKW Sojusz Lewicy Demokratycznej – Unia Pracy – 24,57% (12 radnych)
- KWW Porozumienie Lubelskie – 9,85% (2 radnych)
- KW Samoobrona Rzeczypospolitej Polskiej – 9,28% (1 radny)
- KW Lubelskiego Forum Samorządowego w Lublinie – 8,78 (2 radnych)
- KWW Lubelska Centroprawica – 8,75% (1 radny)
- KW Stowarzyszenie Samorządowcy-Spółdzielcy – 3,85%
- KW Polskiego Stronnictwa Ludowego – 3,21%
- KW Konfederacji Polski Niepodległej – 1,02%
- KW Lubelskiego Stowarzyszenia Taksówkarzy w Lublinie – 0,64%
- KWW Razem Ku Lepszemu – 0,11%
- KWW Młodzi i Niezależni – 0,21%

| Okręg wyborczy | Obszar                                                               | Liczba mandatów | Radni |
| -------------- | -------------------------------------------------------------------- | --------------- | --- |
| I              | Bronowice, Stare Miasto, Śródmieście, Wieniawa                       | 5               | - Zdzisław Drozd (SLD-UP) - Jacek Gallant (SLD-UP) - Tomasz Karski (PiR) - Lilianna Kowalik-Dutkowiak (PiR) – od 2006 - Helena Pietraszkiewicz (PiR) – do 2006 - Zbigniew Targoński (PiR)        |
| II             | Konstatynów, Rury, Szerokie, Za Cukrownią                            | 5               | - Jan Gąbka (SLD-UP) - Sławomir Janicki (Lubelska Centroprawica) - Jan Miturski (PiR) - Celina Stasiak (SLD-UP) - Zbigniew Wojciechowski (PiR)                                                   |
| III            | Czuby Południowe, Czuby Północne, Węglin Północny, Węglin Południowy | 5               | - Dariusz Jezior (PiR) - Czesław Kozieł (SLD-UP) - Jan Madejek (LFS) - Ryszard Setnik (SLD-UP) - Jacek Sobczak (PL)                                                                              |
| IV             | Czechów Południowy, Czechów Północny, Sławin, Sławinek               | 6               | - Tomasz Białopiotrowicz (PiR) - Piotr Dreher (PiR) - Tadeusz Gajos (SLD-UP) – od 2006 - Wojciech Krakowski (LFS) - Marian Pakuła (SLD-UP) – do 2005 - Dariusz Piątek (PL) - Monika Wac (SLD-UP) |
| V              | Felin, Hajdów-Zadębie, Kalinowszczyzna, Ponikwoda, Tatary            | 5               | - Jan Błażukiewicz (SLD-UP) - Jacek Czerniak (SLD-UP) - Stanisław Podgórski (PiR) - Mieczysław Ryba (PiR) - Krzysztof Siczek (PiR)                                                               |
| VI             | Abramowice, Dziesiąta, Głusk, Kośminek, Wrotków, Zemborzyce          | 5               | - Elżbieta Dados (SLD-UP) - Wioletta Szafrańska-Kocuń (PiR) - Roman Szot (Samoobrona RP) - Marian Truskowski (PiR) - Kamil Zinczuk (SLD-UP)                                                      |

### V kadencja 2006–2010
Wyniki wyborów do Rady Miasta V kadencji
- KW Prawo i Sprawiedliwość – 30,30% (12 radnych)
- KW Platforma Obywatelska RP – 29,84% (11 radnych)
- KKW SLD+SDPL+PD+UP Lewica i Demokraci – 17,35% (6 radnych)
- KW Liga Polskich Rodzin – 7,37% (2 radnych)
- KWW Blok Obywatelski KOCHAMY LUBLIN – 4,06%
- KW Stowarzyszenia Idziemy Razem – Lubelska Centroprawica – 3,69%
- KW Polskiego Stronnictwa Ludowego – 2,86%
- KW Samoobrona Rzeczpospolitej Polskiej – 1,69%
- KW Unia Polityki Realnej – 1,26%
- KWW Praca dla Lublina – 0,86%
- KW Polska Partia Pracy – 0,43%
- KWW OBRONA LUDZI PRACY – 0,29%

Frekwencja: 41,53%.
Dla wyboru Rady utworzono 6 okręgów wyborczych, w których łącznie wybierano 31 radnych.
| Okręg wyborczy | Obszar                                                               | Liczba mandatów | Radni |
| -------------- | -------------------------------------------------------------------- | --------------- | --- |
| I              | Bronowice, Stare Miasto, Śródmieście, Wieniawa                       | 5               | - Zdzisław Drozd (LiD, od 2007 PiS) - Tomasz Karski (PiS) - Marcin Kowalewski (PO) – od 2008 - Tadeusz Kwiatkowski-Cugow (PO) – w 2008 - Marcin Nowak (PO, od 2009 PiS) - Henryka Strojnowska (PO) – do 2008 - Zbigniew Targoński (PiS) |
| II             | Konstatynów, Rury, Szerokie, Za Cukrownią                            | 5               | - Magdalena Gąsior (PO) – do 2007 - Jan Gąbka (niezrzeszony) - Grzegorz Czelej (PiS) – do 2007 - Janusz Mazurek (PiS) – od 2007 - Michał Widomski (PO, od 2008 niezrzeszony) – od 2007 - Piotr Więckowski (PO) - Marek Wójtowicz (PiS)  |
| III            | Czuby Południowe, Czuby Północne, Węglin Północny, Węglin Południowy | 5               | - Marek Jakubowski (PiS) - Jan Madejek (PO) – od 2006 - Jarosław Pakuła (PO) - Krzysztof Podkański (PiS, od 2009 niezrzeszony) - Dariusz Sadowski (LiD, od 2007 niezrzeszony) - Adam Wasilewski (PO) – do 2006                          |
| IV             | Czechów Południowy, Czechów Północny, Sławin, Sławinek               | 6               | - Mariusz Banach (PiS) - Piotr Dreher (PiS, od 2009 niezrzeszony, od 2009 PO) - Wojciech Krakowski (PO) - Dariusz Piątek (PO, od 2009 niezrzeszony) - Sylwester Tułajew (PiS) - Monika Wac (LiD, od 2009 niezrzeszona)                  |
| V              | Felin, Hajdów-Zadębie, Kalinowszczyzna, Ponikwoda, Tatary            | 5               | - Paweł Bryłowski (PO) - Piotr Kowalczyk (PiS) - Stanisław Podgórski (niezrzeszony, od 2007 PO) - Krzysztof Siczek (PiS) - Kamil Zinczuk (SDPL)                                                                                         |
| VI             | Abramowice, Dziesiąta, Głusk, Kośminek, Wrotków, Zemborzyce          | 5               | - Elżbieta Dados (LiD, od 2007 PO) - Leszek Daniewski (PO) - Piotr Gawryszczak (PiS) - Wioletta Szafrańska-Kocuń (niezrzeszona, 2007–2009 PiS) - Sabina Włodek (PO)                                                                     |

### VI kadencja 2010–2014
Wyniki wyborów do Rady Miasta VI kadencji:
- KW Prawo i Sprawiedliwość – 37,95% (16 radnych – po rozłamie 6 radnych, pozostali utworzyli Klub Wspólny Lublin)
- KW Platforma Obywatelska RP – 33,72% (14 radnych)
- KW Sojusz Lewicy Demokratycznej – 10,49% (1 radny – niezrzeszony)
- KKW Lista Sierakowskiej – Lewica – 7,15%
- KWW Zbigniewa Wojciechowskiego – 5,40%
- KW Polskie Stronnictwo Ludowe – 2,27%
- KW Krajowa Partia Emerytów i Rencistów – 1,08%
- KW Stronnictwo „Piast” – 0,55%
- KWW Nowoczesny Lublin – 0,53%
- KWW Bezpartyjny Prezydent-Dla-Obywatela – 0,51%
- KW Stowarzyszenia Samopomocy Terytorialnej – 0,24%
- KW Izba Rzemiosła i Przedsiębiorczości w Lublinie – 0,12%

Frekwencja: 39,85%.
Dla wyboru Rady utworzono 6 okręgów wyborczych, w których łącznie wybierano 31 radnych.
| Okręg wyborczy | Obszar                                                               | Liczba mandatów | Radni |
| -------------- | -------------------------------------------------------------------- | --------------- | --- |
| I              | Bronowice, Stare Miasto, Śródmieście, Wieniawa                       | 5               | - Piotr Dreher (PO) - Zbigniew Jurkowski (PO) - Marcin Nowak (PiS, od 2012 Wspólny Lublin) - Marcin Pogorzałek (PiS, od 2012 Wspólny Lublin) - Zbigniew Targoński (PiS, od 2012 Wspólny Lublin)    |
| II             | Konstatynów, Rury, Szerokie, Za Cukrownią                            | 5               | - Jacek Bednarczyk (PO) - Zdzisław Drozd (PiS) - Jan Gąbka (niezrzeszony) - Piotr Kuty (PiS, od 2012 niezrzeszony) - Mateusz Zaczyński (PO)                                                        |
| III            | Czuby Południowe, Czuby Północne, Węglin Północny, Węglin Południowy | 5               | - Marek Jakubowski (PiS, od 2012 Wspólny Lublin) - Dariusz Jezior (PiS) - Zbigniew Ławniczak (PO, od 2014 PiS) - Jan Madejek (PO) - Jarosław Pakuła (PO)                                           |
| IV             | Czechów Południowy, Czechów Północny, Sławin, Sławinek               | 6               | - Mariusz Banach (PiS, od 2012 Wspólny Lublin) - Wojciech Krakowski (PO) - Michał Krawczyk (PO) - Jadwiga Mach (PiS, od 2012 Wspólny Lublin) - Elżbieta Mroczkowska (PO) - Sylwester Tułajew (PiS) |
| V              | Felin, Hajdów-Zadębie, Kalinowszczyzna, Ponikwoda, Tatary            | 5               | - Piotr Kowalczyk (PiS, od 2012 Wspólny Lublin) - Stanisław Podgórski (PO) - Krzysztof Siczek (PiS, od 2012 Wspólny Lublin) - Małgorzata Suchanowska (PiS) - Marta Wcisło (PO)                     |
| VI             | Abramowice, Dziesiąta, Głusk, Kośminek, Wrotków, Zemborzyce          | 5               | - Elżbieta Dados (PiS, od 2012 Wspólny Lublin) - Leszek Daniewski (PO) - Tomasz Pitucha (PiS) - Mieczysław Ryba (PiS) - Beata Stepaniuk (PO)                                                       |

13 września 2012 nastąpił rozłam w Prawie i Sprawiedliwości. Piotr Kowalczyk, przewodniczący Rady Miasta Lublin, atakowany za współpracę z Prezydentem Lublina Krzysztofem Żukiem wywodzącym się z Platformy Obywatelskiej, oddał legitymację partyjną. Razem z nim z klubu PiS odeszło 9 radnych, w klubie PiS pozostało 6 radnych. W ten sposób Prawo i Sprawiedliwość straciło bezwzględną większość w Radzie Miasta (16/31). Powstały w ten sposób klub Wspólny Lublin zapowiedział, że będzie współpracował z prezydentem Żukiem.

### VII kadencja 2014–2018
- KW Prawo i Sprawiedliwość – 36,50% (15 radnych)
- KW Platforma Obywatelska RP – 31,81% (13 radnych)
- KWW Wspólny Lublin – 11,98% (3 radnych)
- KWW Lubelska Lewica Razem – 7,02%
- KWW Nowa Prawica – Janusza Korwin-Mikke – 3,63%
- KWW Ruch Narodowy – 2,32%
- KWW Solowskiego – 0,05%

Frekwencja: 41,02%.
Dla wyboru Rady utworzono 6 okręgów wyborczych, w których łącznie wybierano 31 radnych.
| Okręg wyborczy | Obszar                                                     | Liczba mandatów | Radni |
| -------------- | ---------------------------------------------------------- | --------------- | --- |
| I              | Bronowice, Kośminek, Stare Miasto, Śródmieście, Wieniawa   | 5               | - Piotr Dreher (PO) - Zbigniew Jurkowski (PO) - Marcin Nowak (Wspólny Lublin) - Helena Pietraszkiewicz (PiS) - Mieczysław Ryba (PiS) |
| II             | Konstatynów, Rury, Szerokie, Węglin Północny, Za Cukrownią | 5               | - Piotr Breś (PiS) - Zdzisław Drozd (PiS) - Monika Orzechowska (PO) - Marek Wójtowicz (PiS) - Mateusz Zaczyński (PO) |
| III            | Czuby Południowe, Czuby Północne, Węglin Południowy        | 5               | - Dariusz Jezior (PiS) - Zbigniew Ławniczak (PiS) - Jan Madejek (PO) - Jarosław Pakuła (PO) - Anna Ryfka (PO) |
| IV             | Czechów Południowy, Czechów Północny, Sławin, Sławinek     | 6               | - Mariusz Banach (Wspólny Lublin) – do 2018 - Stanisław Brzozowski (PiS) - Anna Jaśkowska (PiS) – od 2015 - Wojciech Krakowski (PO) – do 2016 - Michał Krawczyk (PO) - Jadwiga Mach (Wspólny Lublin) – od 2018 - Ryszard Prus (PiS) - Ewa Stadnik (PO) – od 2016 - Sylwester Tułajew (PiS) – do 2015 |
| V              | Felin, Hajdów-Zadębie, Kalinowszczyzna, Ponikwoda, Tatary  | 5               | - Eugeniusz Bielak (PiS) - Piotr Kowalczyk (Wspólny Lublin) - Bartosz Margul (PO) - Małgorzata Suchanowska (PiS) - Marta Wcisło (PO) |
| VI             | Abramowice, Dziesiąta, Głusk, Wrotków, Zemborzyce          | 5               | - Leszek Daniewski (PO) - Piotr Gawryszczak (PiS) - Piotr Popiel (PiS) - Tomasz Pitucha (PiS) - Beata Stepaniuk-Kuśmierzak (PO) |

### VIII kadencja 2018–2024
- KWW Krzysztof Żuk – 54,48% (19 radnych)
- KW Prawo i Sprawiedliwość – 36,01% (12 radnych)
- KW Kukiz, Wolność, Lubelscy Patrioci i Ruchy Miejskie – 4,42%
- KWW Miasto dla Ludzi-Lubelski Ruch Miejski – 3,09%
- KWW "My z Lublina" – 1,54%
- KWW Joanna Kunc WiS Lublin Kornel Morawiecki – 0,45%

Frekwencja: 50,93%.
Dla wyboru Rady utworzono 6 okręgów wyborczych, w których łącznie wybierano 31 radnych.
| Okręg wyborczy | Obszar                                                      | Liczba mandatów | Radni |
| -------------- | ----------------------------------------------------------- | --------------- | --- |
| I              | Bronowice, Sławinek, Stare Miasto, Śródmieście, Wieniawa    | 5               | - Marcin Jakóbczyk (PiS) - Zbigniew Jurkowski (KŻ) - Marcin Nowak (KŻ) - Tomasz Pitucha (PiS) - Maja Zaborowska (KŻ) |
| II             | Konstatynów, Rury, Szerokie, Węglin Północny, Za Cukrownią  | 5               | - Zdzisław Drozd (PiS) - Monika Kwiatkowska (KŻ) - Stanisław Kieroński (KŻ) - Monika Orzechowska (KŻ) - Małgorzata Suchanowska (PiS) |
| III            | Czuby Południowe, Czuby Północne, Węglin Południowy         | 5               | - Zbigniew Ławniczak (PiS) - Anna Ryfka (KŻ) - Jarosław Pakuła (KŻ) - Dariusz Sadowski (KŻ) - Radosław Skrzetuski (PiS) |
| IV             | Czechów Południowy, Czechów Północny, Sławin                | 5               | - Mariusz Banach (KŻ) – do 2018, zrzekł się mandatu - Piotr Breś (PiS) - Stanisław Brzozowski (PiS) - Marcin Bubicz (KŻ) – od 2018 - Michał Krawczyk (KŻ) – do 2019, wygaśnięcie mandatu - Grzegorz Lubaś (KŻ) – od 2019 - Jadwiga Mach (KŻ)                            |
| V              | Felin, Hajdów-Zadębie, Kalinowszczyzna, Ponikwoda, Tatary   | 6               | - Eugeniusz Bielak (PiS) - Robert Derewenda (PiS) - Magdalena Kamińska (KŻ) – od 2018 - Bartosz Margul (KŻ) - Adam Osiński (KŻ) - Zbigniew Targoński (KŻ) – od 2019 - Marta Wcisło (KŻ) – do 2019, wygaśnięcie mandatu - Krzysztof Żuk (KŻ) – odmówił przyjęcia mandatu |
| VI             | Abramowice, Dziesiąta, Głusk, Kośminek, Wrotków, Zemborzyce | 5               | - Piotr Choduń (KŻ) – od 2019 - Elżbieta Dados (KŻ) - Leszek Daniewski (KŻ) - Piotr Gawryszczak (PiS) - Piotr Popiel (PiS) - Beata Stepaniuk-Kuśmierzak (KŻ) – do 2018, zrzekła się mandatu                                                                             |

### IX kadencja 2024–2029
- KWW Krzysztof Żuk – 53,23% (18 radnych)
- KW Prawo i Sprawiedliwość – 34,84% (13 radnych)
- KWW Konfederacja i Bezpartyjni Samorządowcy – 8,38%
- KWW Lublin Przyszłość i Tradycja – 3,34%
- KWW Majdan Wrotkowski  – 0,22%

Frekwencja: 48,08%.
Dla wyboru Rady utworzono 6 okręgów wyborczych, w których łącznie wybierano 31 radnych.
| Okręg wyborczy | Obszar                                                      | Liczba mandatów | Radni |
| -------------- | ----------------------------------------------------------- | --------------- | --- |
| I              | Bronowice, Sławinek, Stare Miasto, Śródmieście, Wieniawa    | 5               | - Anna Augustyniak (KŻ) - do 2024, zrzekła się mandatu - Kamila Florek (KŻ) - od 2024 - Tomasz Gontarz (PiS) - Marcin Jakóbczyk (PiS) - Zbigniew Jurkowski (KŻ) - Anna Ryfka (KŻ) - od 2024 - Krzysztof Żuk (KŻ) – odmówił przyjęcia mandatu |
| II             | Konstatynów, Rury, Szerokie, Węglin Północny, Za Cukrownią  | 5               | - Robert Derewenda (PiS) - Zdzisław Drozd (PiS) - Monika Kwiatkowska (KŻ) - Monika Orzechowska (KŻ) - Marcin Wroński (KŻ) |
| III            | Czuby Południowe, Czuby Północne, Węglin Południowy         | 5               | - Bartłomiej Bałaban (PiS) - Anna Glijer (KŻ) - Jarosław Pakuła (KŻ) - Radosław Skrzetuski (PiS) - Magdalena Szczygieł-Mitrus (KŻ) |
| IV             | Czechów Południowy, Czechów Północny, Sławin                | 5               | - Mariusz Banach (KŻ) – do 2024, zrzekł się mandatu - Elżbieta Boczkowska (PiS) - Marcin Bubicz (KŻ) - Marta Gutkowska (KŻ) – od 2024 - Jadwiga Mach (KŻ) - Andrzej Pruszkowski (PiS)                                                        |
| V              | Felin, Hajdów-Zadębie, Kalinowszczyzna, Ponikwoda, Tatary   | 5               | - Eugeniusz Bielak (PiS) - Justyna Budzyńska (PiS) - Magdalena Kamińska (KŻ) - Bartosz Margul (KŻ) - Konrad Wcisło (KŻ) |
| VI             | Abramowice, Dziesiąta, Głusk, Kośminek, Wrotków, Zemborzyce | 6               | - Piotr Choduń (KŻ) – od 2024 - Elżbieta Dados (KŻ) - Leszek Daniewski (KŻ) - Piotr Gawryszczak (PiS) - Piotr Popiel (PiS) - Tomasz Pitucha (PiS) - Beata Stepaniuk-Kuśmierzak (KŻ) – do 2024, zrzekła się mandatu                           |

## Prezydia Rady
Przekreślone zostały nazwiska radnych odwołanych bądź rezygnujących z funkcji prezydialnej w trakcie kadencji.
| Kadencja | Lata      | Przewodniczący Rady                                     | Wiceprzewodniczący Rady |
| -------- | --------- | ------------------------------------------------------- | --- |
| I        | 1990–1994 | Marek Poniatowski (do 1993), Leszek Daniewski (od 1993) | - Ewa Chołojczyk - Krzysztof Stefaniuk - Dariusz Wójcik (do 1992) |
| II       | 1994–1998 | Edmund Dąbrowski                                        | - Włodzimierz Łoboda - Zbigniew Muszyński - Andrzej Pruszkowski |
| III      | 1998–2002 | Helena Pietraszkiewicz                                  | - Leszek Daniewski - Piotr Gawryszczak - Krzysztof Siczek |
| IV       | 2002–2006 | Sławomir Janicki (do 2003) Zbigniew Targoński (od 2003) | - Jacek Sobczak (do 2003) - Celina Stasiak - Zbigniew Wojciechowski - Kamil Zinczuk (od 2003)                                                                                   |
| V        | 2006–2010 | Piotr Dreher (do 2009) Piotr Kowalczyk (od 2009)        | - Leszek Daniewski (do 2009) - Wojciech Krakowski (do 2009) - Dariusz Sadowski (od 2009) - Krzysztof Siczek (od 2008) - Henryka Strojnowska (do 2008) - Kamil Zinczuk (od 2009) |
| VI       | 2010–2014 | Piotr Kowalczyk                                         | - Jarosław Pakuła - Mieczysław Ryba - Zbigniew Targoński |
| VII      | 2014–2018 | Piotr Kowalczyk                                         | - Jarosław Pakuła - Mieczysław Ryba - Marta Wcisło |
| VIII     | 2018–2024 | Jarosław Pakuła                                         | - Leszek Daniewski (od 2019) - Stanisław Kieroński - Marcin Nowak (do 2023) - Marta Wcisło (do 2019) - Maja Zaborowska (od 2023)                                                |
| IX       | 2024–2029 | Jarosław Pakuła                                         | - Monika Kwiatkowska - Monika Orzechowska - Anna Ryfka |